# نبرد ملاحسنلی
نبرد ملاحسنلی در ۲۸ نوامبر سال ۱۵۷۸ میلادی در جریان جنگ ایران و عثمانی (۱۵۷۸–۱۵۹۰) در شهر ملاحسنلی در سواحل رودخانه آغسو در شروان رخ داد. در این جنگ سپاه ایران به سپهسالاری حمزه میرزا ولیعهد، ارتش خان کریمه که هم پیمان عثمانی و به فرمان عادل گرای خان بود را شکست داد و خود عادل گرای نیز در بند اسارت گرفتار آمد.

## پیشینه
تا اواسط پاییز ۱۵۷۸، سپاه عثمانی‌ها تفلیس را اشغال کرد و شیروان را تصرف نمود. اوزدمیراوغلو عثمان پاشا با رتبه وزیر و عنوان سردار به عنوان بیلربیگ شیروان منصوب شد. مقام بیگلربیگی شیروان خطرناک بود چرا که بخش اصلی ارتش عثمانی در زمستان به ارزروم می‌رفت و وظیفه دفاع از تصرفات عثمانی در قفقاز جنوبی بر دوش بیگلربیگی شیروان بود که نیروهای اندکی داشت.    برای به دست آوردن جای پایی در شیروان، عثمان پاشا بایست ارس خان روملو را که پیش از این بر این منطقه حاکم بود، را شکست می‌داد. ارس خان پیش از رسیدن ارتش عثمانی، شماخی را ترک کرد و در کرانه دیگر رود کورا منتظر ماند. برای آغاز جنگ، اقدام خان کریمه نقش یک سواره نظام مانورپذیر در ارتش عثمانی را ایفا نمود.  صفویان نیز از این امر آگاه بودند، بنابراین، لشکری متشکل از ۱۲ هزار سوار برای مقابله با تاتارها اعزام کردند که در رأس آن، ظاهراً پسر شاه محمد خدابنده، حمزه میرزا  (به گفته پچوی طفل بود و به گفته رحیم‌زاده  ۸ ساله بود) قرار داشت. عثمان پاشا قصد داشت همزمان از دو سوی به ارس خان حمله‌ور شود، اما به‌طور غیرمنتظره‌ای پیش از رسیدن تاتارها، ابتدا حمله کرد و شهر را محاصره کرد.   ارس خان از نزدیک شدن ارتش اصلی به همراه حمزه میرزا و مادرش مهد علیا آگاه بود، و عجله نمود. امرای شروان نیز از خشم شاه در اثر عقب‌نشینی از شروان بدون هیچ جنگی در بیم بودند.  
نبرد برای شماخی در ۹ نوامبر ۱۵۷۸ آغاز شد و چندین روز ادامه یافت.   صبح روز سوم، برادر خان کریمه، عادل گرای، در رأس ۱۵ هزار سوار تاتار، به یاری عثمانی‌ها آمد و این امر نتیجه نبرد را تعیین کرد و صفویان شکست خوردند.    ارس خان و پسرش توسط میرآخور عادل گرای اسیر و اعدام شدند.    تلفات هر دو طرف بسیار زیاد بود.  

## حمله به اردوگاه ارس خان
عثمان پاشا به تاتارها پاداش داد و برایشان ضیافتی سه روزه ترتیب داد، اما این پاداش برای عادل کافی به نظر نرسید، یا اینکه او شاید از غارت و تاراج بدش نمی‌آمد.  عادل گرای و آرشا پیاله بیگ که توسط سنجاق بیگ منصوب شده بودند، تصمیم گرفتند به اردوگاه ارس خان حمله کنند.  حمزه میرزا که از بازماندگان نبرد و قزلباش‌های فراری شنیده بود که لشکر تاتار به سوی اردوگاه در حرکت است، به امرا دستور داد تا به سمت اردوگاه بشتابند، از آن محافظت کنند و در امتداد رودخانه گشت‌زنی‌هایی ترتیب دهند. امیران تالشی از پلی (که تحت تأثیر ارس و کورا بود) برای عبور سربازان قزلباش که از شماخی عقب‌نشینی می‌کردند، محافظت می‌کردند. هنگام گشت‌زنی در سواحل رودخانه، آنها خبر نزدیک شدن عادل گرای را دریافت کردند. امیران بلافاصله پل را مسدود کردند، اما سواران تاتار به درون آب هجوم آوردند، از رودخانه عبور کردند و درگیر شدند. 
در این زمان، امیران صفوی آگاه شدند که دسته دیگری از منطقهٔ تحت حفاظت در جای دیگری عبور کرده و از پشت به آنها حمله کرده‌اند. آنها با بی‌نظمی به اردوگاه عقب‌نشینی کردند و باعث وحشت شدند. کسانی که در اردوگاه بودند، وقتی تاتارها به آنها حمله کردند، فرصت گریز نیافتند. عادل گرای در همان روز با زنان و کودکان و منابع به غنیمت گرفته شده از رودخانه عبور کرد و به شیروان بازگشت.  همه مورخان خاطرنشان کردند که تاتارها ناگهان به اردوگاه حمله کردند و تعداد زیادی غنائم را به تاراج گرفتند.     «خزانه آرش خان، ۷۰ تن از دختران و همسران زیبایش و حدود ۵۰ نفر از صیغه‌های زیبایش به غنیمت گرفته شد و پسر خردسالش نیز به اسارت درآمد.»  معاصران این وقایع (ابراهیم رحیمی‌زاده، مصطفی علی گلی‌بولولو و دال محمد آصفی) این حمله و غارت را محکوم کردند زیرا در ماه رمضان رخ داده بودند.  پچوی استدلال کرد که تاتارها به ابتکار خود به اردوگاه حمله نکردند؛ این مورخ اظهار داشت که عثمان پاشا تاتارها را برای نابودی اردوگاه ارس خان فرستاد. 

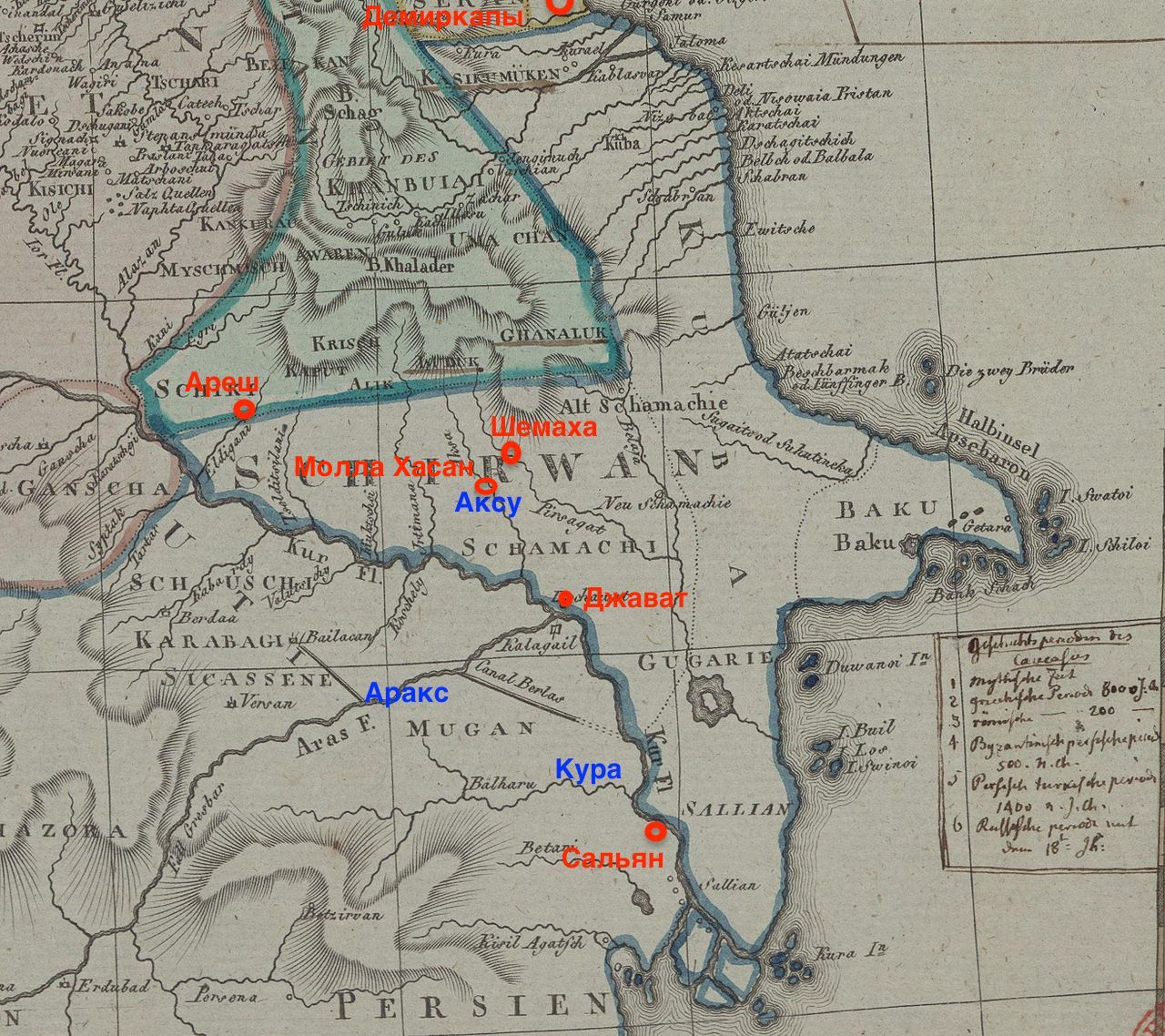
نقشه شیروان

## نبرد
صفویان ارتشی را به سپهسالاری وارث شاه، حمزه میرزا، گرد آوردند و روانه کردند، اما در واقع، وزیر شاه محمد خدابنده، میرزا سلمان، فرماندهی آن را بر عهده داشت. به گفته اروج بیک، این همان ارتشی بود که آرش را تصرف کرد.  طبق منابع عثمانی، تعداد ارتش دشمن از ۵۰ تا ۱۰۰ هزار نفر متغیر بود. میرزا سلمان در ۲۶ نوامبر ۱۵۷۸ از کورا عبور کرد، به شماخی نزدیک شد و شهر را به مدت سه روز در حصار گرفت.   عثمان پاشا نامه‌ای به عادل گرای فرستاد و از او خواست که غنایم را رها کند و به شماخی بیاید، اما نامه‌اش ضبط شد و میرزا سلمان تصمیم گرفت به سراغ تاتارها برود.   میرزا سلمان با باقی گذاشتن بخشی از لشکر برای ادامه محاصره، ارتشی ۲۰۰۰۰ نفری را به همراه امیرانی از جمله محمد خان ترکمان، محمد خان استاجلو، نوه دورمیش خان شاملو، شرف الدین تکلو، امامقلی خان قاجار و دیگران، به مقابله با تاتارها شتافت.   عادل گیرای به شماخی نقل مکان کرد و در ۲۸ نوامبر ۱۵۷۸، در نزدیکی رودخانه آغسو، در ملاحسنلی، خود را در نبرد با میرزا سلمان یافت.
به گفته اروج بیک و شرف خان، میرزا سلمان به عادل گرای حمله کرد، درحالی که عادل گرای در انتخاب محل اردوگاه بی‌احتیاطی کرده و نگهبانانی نگذاشته بود.  در مجموع، عادل گرای ۱۲۰۰۰ تاتار و چهار تا پنج هزار لزگی داشت. ارتش تاتار پراکنده شد، زیرا هر کدام به دنبال حفاظت از غنایم خود بودند و از آن محافظت می‌کردند، و برای عادل گیرای فقط حدود ۲۰۰۰ نگهبان باقی مانده بود.   شاهزاده تاتار بی‌خیال سرگرم خوشگذرانی شد و به گفته رحیمی‌زاده «زیبایی اسیرانش او را کور کرده بود»، بنابراین نتوانست در نبردی که آغاز شده بود، مقابله‌ای ترتیب دهد.  
اولین کسانی که به تاتارها حمله کردند، نیروهای حرفه ای ارتش صفوی به فرماندهی حمزه خان استاجلو بودند. 
توصیفات نبرد متفاوت است. به گفته اسکندر بیگ منشی و شرف خان، تاتارها شجاعانه مقاومت کردند، نبرد تمام روز ادامه یافت،  در حالی که به گفته اروج بیک: صفویان به سرعت دست بکار شدند و وقتی تاتارها به خود آمدند دریافتند که بیش از نیمی از آنها کشته شده بودند و عادل گرای اسیر شده بود.   به گفته ابراهیم پچوی: «باران بی‌پایانی که از آسمان می‌بارید، به آنها فرصت عمل با دست و پایشان را نمی‌داد و توده‌های دشمن از هر طرف آنها را محاصره کرده بودند.»  مورخان، تکبر و بی‌دقتی را دلیل شکست تاتارها می‌دانند. 

عادل گرای خان، سردار خانات کریمه و برادر محمد دوم گرای، در نوامبر ۱۵۸۷ توسط صفویان در شیروان در بند اسارت گرفتار شد. شِکَعت‌نامه (۱۵۹۸)

به گفته ابراهیم رحیمی زاده، خود عادل گرای «چون شیری خشمگین به میدان نبرد شتافت».   سرباز صفوی به نام بابا خلیفه دانکارالو، سپهسالار تاتار را با نیزه از اسبش فروفکند و می‌خواست او را بکشد اما عادل گرای نام خود را گفت، پس دستگیر شد.   تاتارها که بی سردار مانده بودند، گریختند و بسیاری از آنها کشته شدند. لزگی‌ها و شیروان‌ها که با منطقه آشنا بودند، توانستند فرار کنند. وقتی فاتحان غنایم فراوان را دیدند، از تعقیب تاتارها دست کشیدند. تقریباً هر آنچه تاتارها در اردوگاه ارس خان تاراج کردند، در نهایت به دست فاتحان ملاحسنلی افتاد.  حدود ۳۰ تاتار نجیب‌زاده و ۲۰۰۰ سرباز عادی اسیر شدند. سنجاق بیگ عثمانی و آرشه پیاله بیگ، نیز اسیر شدند.    